# Marcomir de Toxandrie
Ne doit pas être confondu avec Marcomir.
Marcomir de Toxandrie, dont la date de naissance reste inconnue (mais supposée vers 220), et mort en 281. Il est un roi Bructère de 260 environ à sa mort.

## Biographie
Son nom est inscrit dans le début de l'histoire des Francs saliens et de la Toxandrie, région située entre l'Escaut et la Meuse, dans le Brabant dit Hollandais. Marcomir a un rapport plus ou moins proche avec Clovis Ier, premier roi mérovingien, lignée descendante des rois et chefs francs saliens. 

## Descendance
Il a eu un fils, Gennobaud de Toxandrie, mort en 289.  